# Sale (Regno Unito)
Sale è una zona di Trafford di 55 234 abitanti della contea della Grande Manchester, in Inghilterra, posta al di fuori del raccordo autostradale M60 che circonda la metropoli di Manchester.

## Località
La località, oltre ad essere la sede mondiale dell'International Inner Wheel, ha dato i natali a Phil Jagielka difensore centrale dello Sheffield United e dell'Inghilterra.
Già area amministrativa dal 1867, assunse il pieno statuto comunale dal 1894 e ulteriori poteri municipali dal 1935.
Nel 1974 si unì a vari altri municipi della zona, andando a formare la moderna Trafford.